# جوزيه بوفيه
جوزيف (جوزيه) بوفيه (بالفرنسية: José Bové) (وُلد في 11 يونيو 1953 في تالينس، جرندة) هو مزارع وسياسي ونقابي فرنسي وعضو في حركة العولمة المغيرة والمتحدث باسم حركة طريق الفلاحين. كان جوزيه أحد المرشحين الأحد عشر الرسميين للانتخابات الرئاسية الفرنسية. شغل منصبًا في البرلمان الأوروبي كعضو من الخضر الأوروبيين في الفترتين 2009-2014 و2014-2019.

## نشأته
وُلد جوزيه بوفيه في تالينس قرب برودو، لكنه ترعرع في عدة أماكن مختلفة. عندما كان طفلًا عاش داخل فرنسا وخارجها، بما في ذلك في الولايات المتحدة. يتكلم بوفيه الإنجليزية بطلاقة، وانتقل والداه معه إلى بيركلي، كاليفورنيا عندما كان عمره ثلاثة أعوام. دُعيا إلى جامعة كالفورنيا، بيركلي ليصبحا باحثين هناك.
بعد عودتهم إلى فرنسا، عاشا في باريس. ارتاد بوفيه مدرسة إعدادية يسوعية قرب باريس (والتي طُرد منها لكونه غير مؤمن). عندما كان في الجامعة، ارتبط بالأناركيين ودعاة السلام. عندما طُلب منه الخدمة في الجيش، هرب بوفيه من فرنسا.

## ناشط مناهض للعسكرية
انضم بوفيه عام 1976 إلى حركة الكفاح من أجل اللازارك، وهي حركة احتجاجية ضد مقترح توسيع المعسكر العسكري في هضبة لازارك. كان المقترح سيشرد مربي الأغنام ويغير النظام البيئي في المنطقة. انضم بوفيه إلى فرقة من الفلاحين تحتل المنطقة المهددة وبنوا حظيرة بصور غير قانونية. نجح الاحتجاج في نهاية المطاف، وألغت الحكومة الخطة العسكرية. نتيجةً لتلك التجربة، أصبح بوفيه مربي أغنام في تلك المنطقة، منتجًا جبن الروكفورت.

## نقابي زراعي
أكمل بوفيه مسيرته كمزارع وناشط. أسس عام 1987 اتحاد الفلاحين وهو نقابة زراعية. تروج هذه النقابة لجودة العيش للبشر والبيئة وتروج للزراعة العضوية. يُعد بوفيه، في معارضته للشركات المصنعة للبضائع الميالة للربح، ندًا بارزًا للكائنات المعدلة وراثيًا. انضم عام 1995 إلى حركة غرين بيس على متن سفينتهم، رينبو ووريور، في رحلة للاحتجاج على اختبار الأسلحة النووية في المحيط الهادئ. كان بوفيه أيضًا عضو في منطمة التحرر المغاير الأناركية.
نال بوفيه واتحاد الفلاحين اهتمامًا وطنيًا ودوليًا عام 1999 عند تجريدهم ماكدونالدز من امتيازها، والتي كانت منشآتها قيد البناء في ميلاو (أفيرون). اعتبره مناصروه لاعنفيًا، صمم بوفيه هذا الاحتجاج ضد التقييدات الأمريكية الجديدة على تصدير جبن الروكفورت والمنتجات الأخرى، والتي كانت تضر المزراعين الذين يعتاشون من بيع تلك المنتجات، ولرفع الوعي حول استخدام ماكدونالدز لحم بقر مُعالج بالهرمونات. حُكم على بوفيه بالسجن 3 أشهر لدوره؛ سُجن لمدة 44 يوم وأطلق سراحه في الأول من أغسطس 2002.
لاحقًا، فرض الاتحاد الأوروبي قيودًا على استيراد لحوم الأبقار المعالجة بالهرمونات. ومع ذلك، لم تسمح منظمة التجارة العالمية، التي تضم كل من الولايات المتحدة وفرنسا أعضاءً فيها، بهذا التقييد. بعد رفض الاتحاد الأوروبي الامتثال لهذه القيود وإزالتها، فرضت الولايات المتحدة تعريفة جمركية عقابية على استيراد سلع أوروبية معينة، بما في ذلك جبن روكفورت، ردًا على ذلك.

## ناشط في العولمة المغيرة
خلال مقابلة مع لين جيفريس لمجلة زد في يونيو 2001، فسر بوفيه لماذا دمر ماكدونالدز، قائلًا: «هذا كفاح ضد الرأسمالية العالمية للتجارة الحرة. إنه ضد منطق أنظمة اقتصادية معينة، وليس النظام الأمريكي. يمكن أن يكون نضالًا ضد أي دولة، هذه الدولة أو تلك». شارك بوفيه في عدد كبير من الحركات المناهضة للعولمة. في يونيو 1997، شارك في أول احتجاج مناهض للتعديل الجيني. في العام ذاته، شارك في تحطيم ماكدونالدز، وارتاد مظاهرات في سياتل ضد اجتماع منظمة التجارة العالمية. أصبح بوفيه شخصية مهمة في مناهضة العولمة.
منذ ذلك الحين، ضاعف جهوده في حركات الفلاحين ومناهضة العولمة في العالم. قال إنه لا يعارض منظمة التجارة العالمية والقواعد العالمية، ويوافق على أن هناك حاجة لمثل هذه الأشكال التنظيمية، لكن مقاومته، كما ذكر أتباعه، موجهة ضد الافتقار للديمقراطية في كيفية تطوير هذه القواعد واعتمادها وتنفيذها. بوفيه هو عضو مؤسس في جمعية أطاك.
اشترك بوفيه عام 2001 في فعل ضخم لإيقاف المحاصيل المعدلة جينيًا في البرازيل. نظم عام 2005 حملة لجمع الأصوات الرافضة في الاستفتاء الفرنسي على دستور الاتحاد الأوروبي؛ فشل اقتراحه.

## روابط خارجية
- جوزيه بوفيه على موقع IMDb (الإنجليزية)
- جوزيه بوفيه على موقع مونزينجر (الألمانية)
- جوزيه بوفيه على موقع قاعدة بيانات الفيلم (الإنجليزية)